# Lost Americana
Lost Americana es el séptimo álbum de estudio del cantante y compositor estadounidense Machine Gun Kelly. Fue lanzado el 8 de agosto de 2025, a través de EST 19XX e Interscope Records, como continuación de su álbum anterior, Mainstream Sellout (2022). El álbum ha sido precedido por tres sencillos, "Cliché", "Vampire Diaries" y "Miss Sunshine".

## Antecedentes y promoción
El tráiler oficial del álbum, publicado poco después, fue narrado por Bob Dylan, una colaboración sorprendente que generó gran atención mediática debido a la esquiva imagen pública de Dylan. La narración llega poco después de revelar que era fan de la música de MGK. Si bien inicialmente se especuló sobre si la voz era auténtica o generada por inteligencia artificial, múltiples fuentes confirmaron la verdadera participación de Dylan, destacando su promoción del tráiler en redes sociales. El álbum se grabó con sus colaboradores de siempre: Nick Long, Stephen Basil y Brandon Allen.
El primer sencillo del álbum, "Cliché", se lanzó el 23 de mayo de 2025.
El segundo sencillo del álbum, "Vampire Diaries", se lanzó el 11 de julio de 2025, acompañado de un video musical filmado en el Museo Americano de Historia Natural de Nueva York.
El tercer sencillo, "Miss Sunshine", se lanzó el 25 de julio de 2025, acompañado de un video musical.

## Lista de canciones
| N.º | Título              | Producido (s) | Duración |  |
| 1.  | «Outlaw Overture»   |               |          |  |
| 2.  | «Cliché»            | Colson Baker  | 2:56     |  |
| 3.  | «Run Rebel Run»     |               |          |  |
| 4.  | «Goddamn»           |               |          |  |
| 5.  | «Vampire Diaries»   | SlimXX        | 2:35     |  |
| 6.  | «Miss Sunshine»     | SlimXX        | 3:23     |  |
| 7.  | «Sweet Coraline»    |               |          |  |
| 8.  | «Indigo»            |               |          |  |
| 9.  | «Starman»           |               |          |  |
| 10. | «Tell Me What's Up» |               |          |  |
| 11. | «Can't Stay Here»   |               |          |  |
| 12. | «Treading Water»    |               |          |  |
| 13. | «Orpheus»           |               |          |  |